# Фине Гейл
Фине Гейл (на английски: Fine Gael; на ирландски: Fine Gael, „Семейство на ирландците“) е дясноцентристка, либералноконсервативна и християндемократическа политическа партия в Република Ирландия.
Основана е през 1933 година с обединението на няколко организации с корени в основаното от Майкъл Колинс поддържащо договора с Великобритания движение в Ирландската гражданска война. Фине Гейл е водещата партия на ирландската десница и участва в правителството през 1948 – 1951, 1954 – 1957, 1973 – 1977, 1981 – 1982, 1982 – 1987, 1994 – 1997 и от 2011 година.
На изборите през 2016 година партията губи позиции (25,5% от гласовете и 50 от 158 депутати, но остава най-голямата партия и лидерът ѝ Енда Кени сформира правителство на малцинството с подкрепата на няколко независими депутати.